# The Golden D
The Golden D je v pořadí druhé sólové album anglického písničkáře a kytaristy, člena skupiny Blur, Grahama Coxona. Ve Velké Británii vyšlo 12. června 2000 na labelu Transcopic Records a v britském albovém žebříčku obsadilo nejvýše 81. příčku.

## Popis
Kromě autorských písní obsahuje album také dvě coververze skladeb americké post punkové skupiny Mission of Burma, "Fame and Fortune" a "That´s When I Reach for My Revolver". Na nahrávání alba se jako zvukový mistr a programátor podílel britský hudební producent Ben Hillier, známý zejména spoluprací s Depeche Mode.
Obálku alba tvoří výřez Coxonova obrazu The Blue Dog.

### Seznam skladeb
Pokud není uvedeno jinak, autorem skladeb je G. Coxon.
1. "Jamie Thomas" – 2:32
2. "The Fear" – 3:02
3. "Satan I Gatan" – 3:18
4. "Fame and Fortune" (Roger Miller)– 3:35
5. "My Idea of Hell" – 2:14
6. "Lake" – 7:34
7. "Fags and Failure" – 1:54
8. "Leave Me Alone" – 3:10
9. "Keep Hope Alive" – 3:56
10. "Oochy Woochy" – 4:24
11. "That's When I Reach for My Revolver" (Clint Conley) – 3:58
12. "Don't Think About Always" – 4:43

### Propagace
Na vydání alba navázalo v červenci a srpnu 2000 krátké britské turné vrcholící vystoupeními na festivalu v Readingu a Leedsu. Šlo o Coxonovy první sólové koncerty, členem jeho doprovodné skupiny během tohoto turné byl i bubeník Blur David Rowntree.